# Dichotomius nemoricola
Dichotomius nemoricola är en skalbaggsart som beskrevs av Guido Pereira 1942. Dichotomius nemoricola ingår i släktet Dichotomius och familjen bladhorningar. Inga underarter finns listade i Catalogue of Life.